# Kersamanah
Kersamanah is een bestuurslaag in het regentschap Garut van de provincie West-Java, Indonesië. Kersamanah telt 10.265 inwoners (volkstelling 2010).